# Bureau d'architectes CDG
Le bureau d'architectes CDG est un bureau d'architecture de Bruxelles qui figure au nombre des protagonistes de l'architecture postmoderne en Belgique dans les années 1990.

## Historique
Le bureau d'architectes CDG a été fondé par les architectes Casimir Grochowski, Daniel de Laveleye et Georges Czyz, auxquels il doit son sigle, composé tant des initiales des noms de famille des architectes (Czyz-de Laveleye-Grochowski) que de celles de leurs prénoms (Casimir-Daniel-Georges).
Grochowski et de Laveleye avaient travaillé précédemment avec l'architecte fonctionnaliste Marcel Lambrichs en 1963-1971 à la construction de l'immeuble du Crédit Communal et du Passage 44, boulevard Pachéco 44 à Bruxelles et en 1969-1973 à celle du bâtiment « Marais » de l'ancien siège de la Caisse Générale d'Épargne et de Retraite, rue des Boiteux 10-12 et rue du Marais à Bruxelles.
Le bureau CDG a assuré, de 1985 à 1995, le pilotage de l'association internationale constituée d'une vingtaine d'architectes chargée de la conception du « bâtiment Justus Lipsius », siège principal du Conseil de l'Union européenne à Bruxelles (rond-point Schuman). 

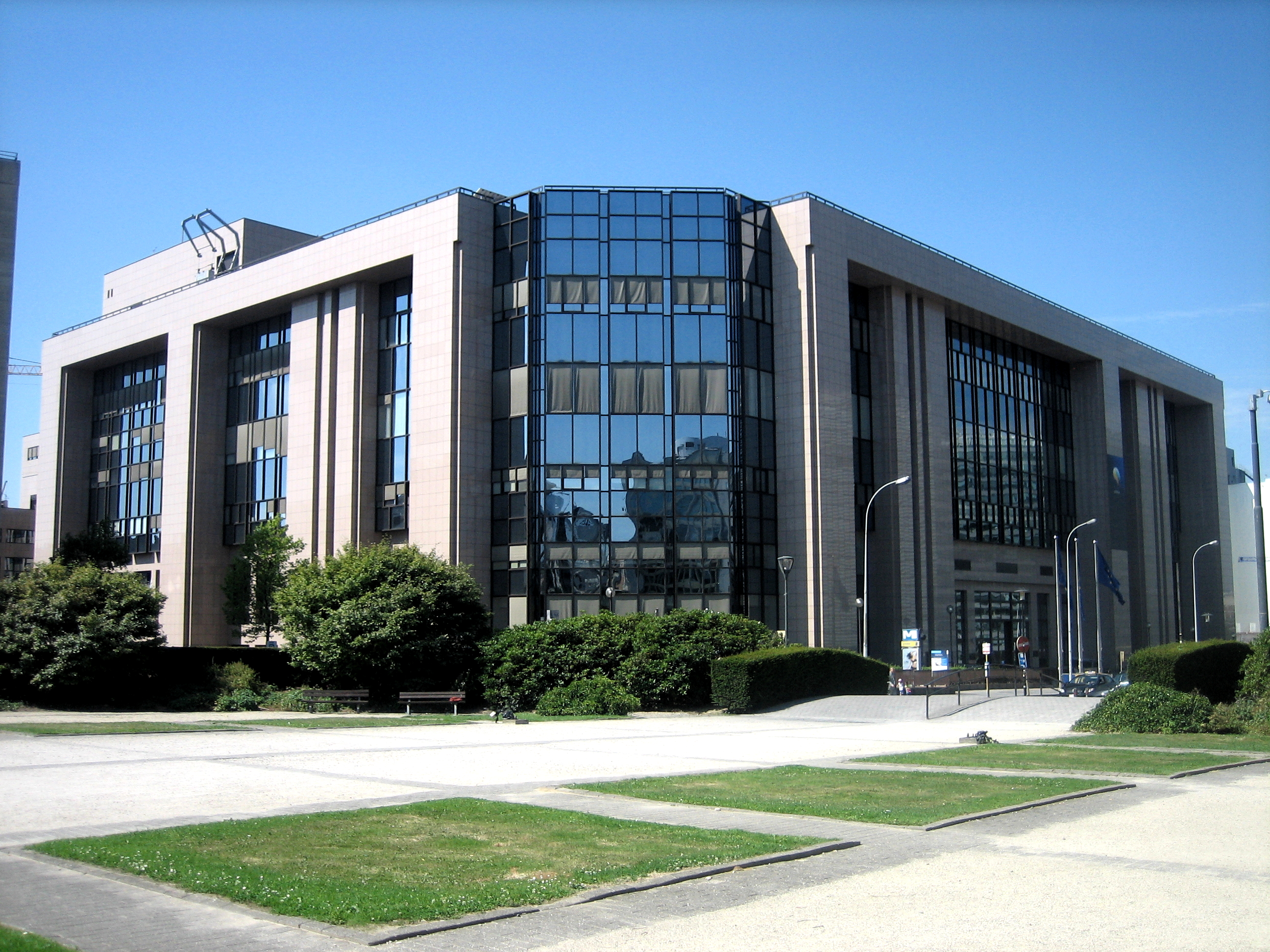
Bâtiment Justus Lipsius (1985-1995).

## Réalisations
- 1985-1995 « Bâtiment Justus Lipsius », siège principal du Conseil de l'Union européenne à Bruxelles (architecte pilote)[3]

- 1993-1995 « Alma Square », Lenneke Marelaan 2, Woluwe-Saint-Étienne

- 1994 Direction Générale de l'Emploi de la Commission européenne, Rue Joseph II 27 à Bruxelles[4]

- 1999-2001 « Alma Court », Lenneke Marelaan 4-8, Woluwe-Saint-Étienne

- siège social du Touring Club de Belgique[5]

« Alma Square »
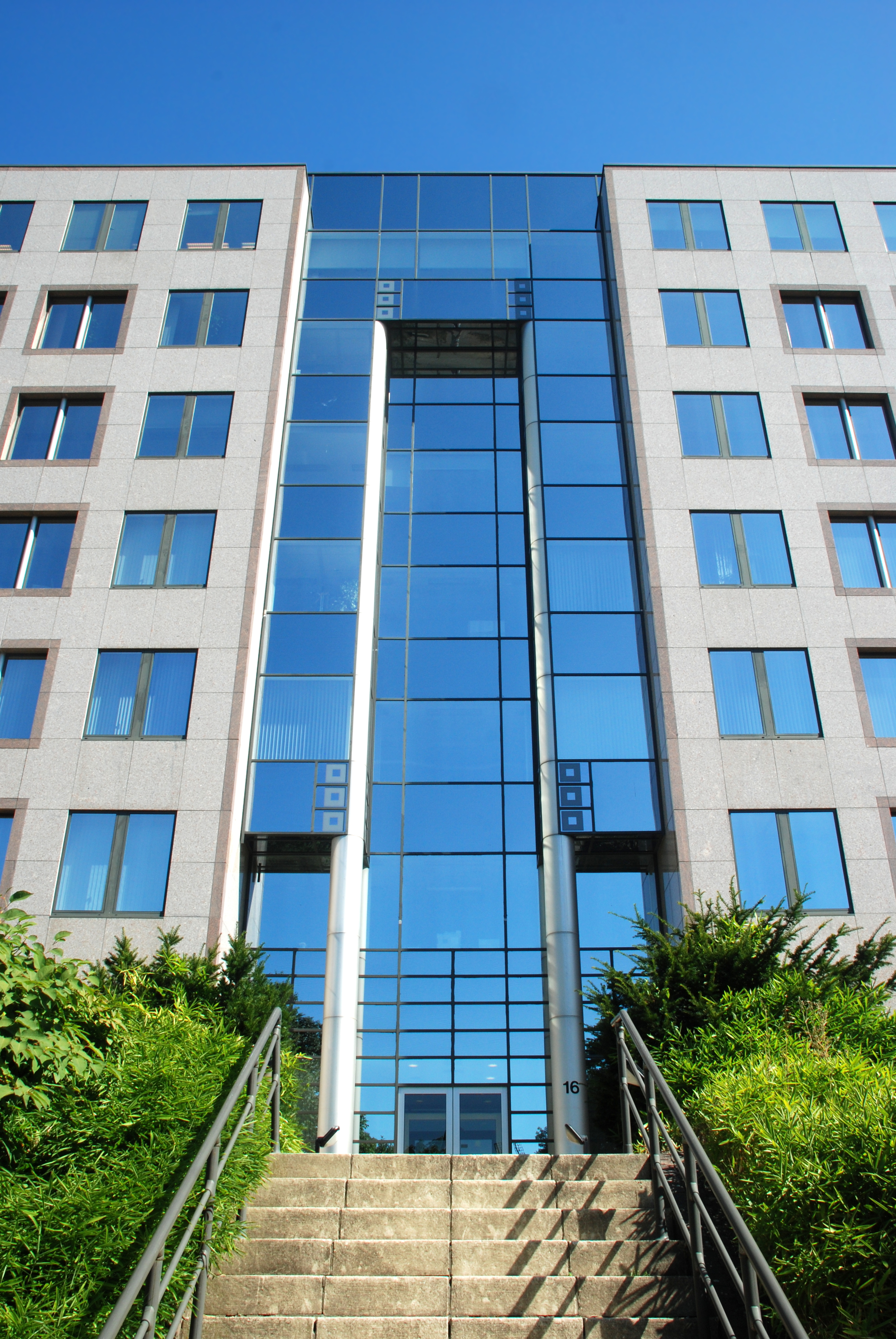
Travée centrale.
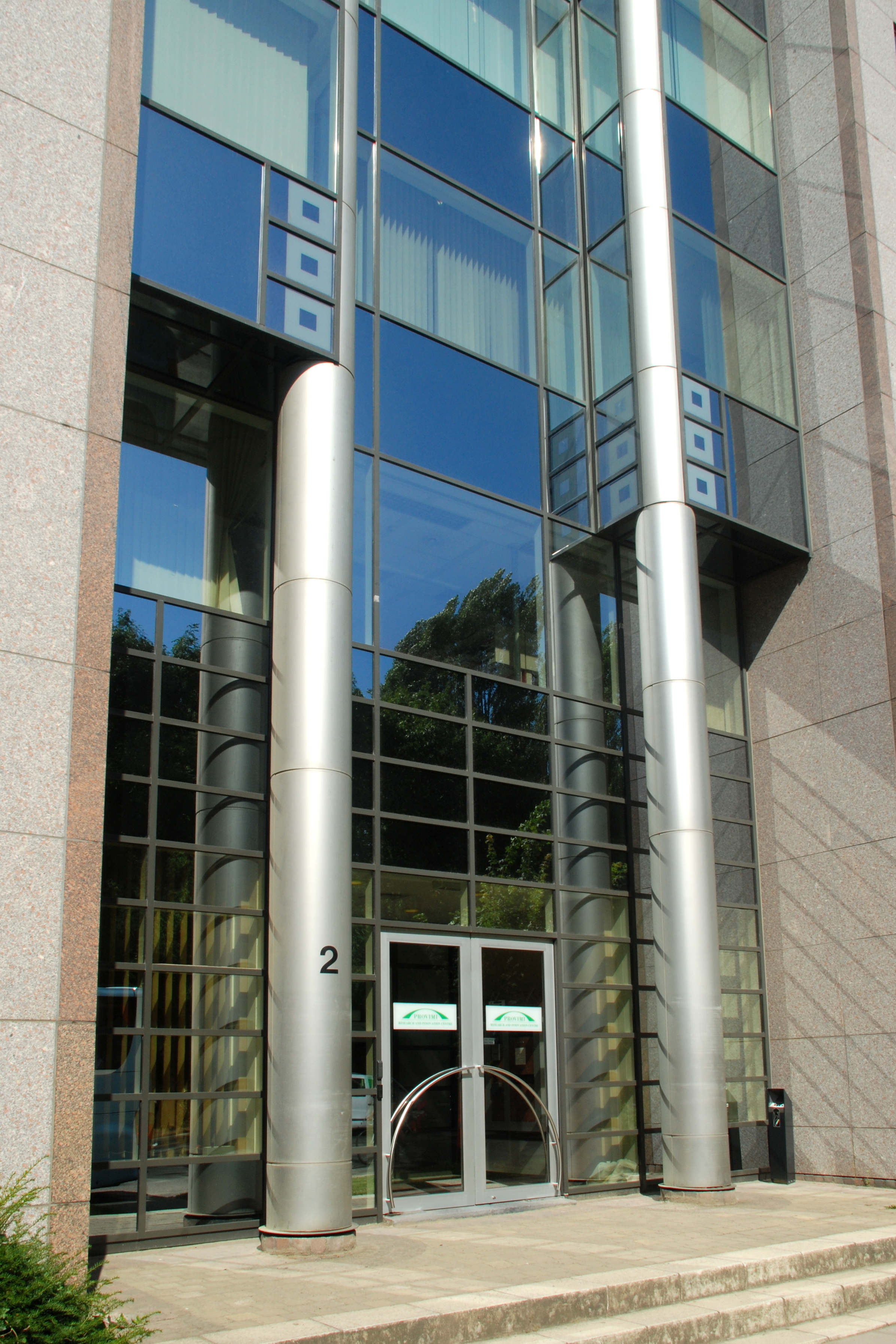
Entrée.
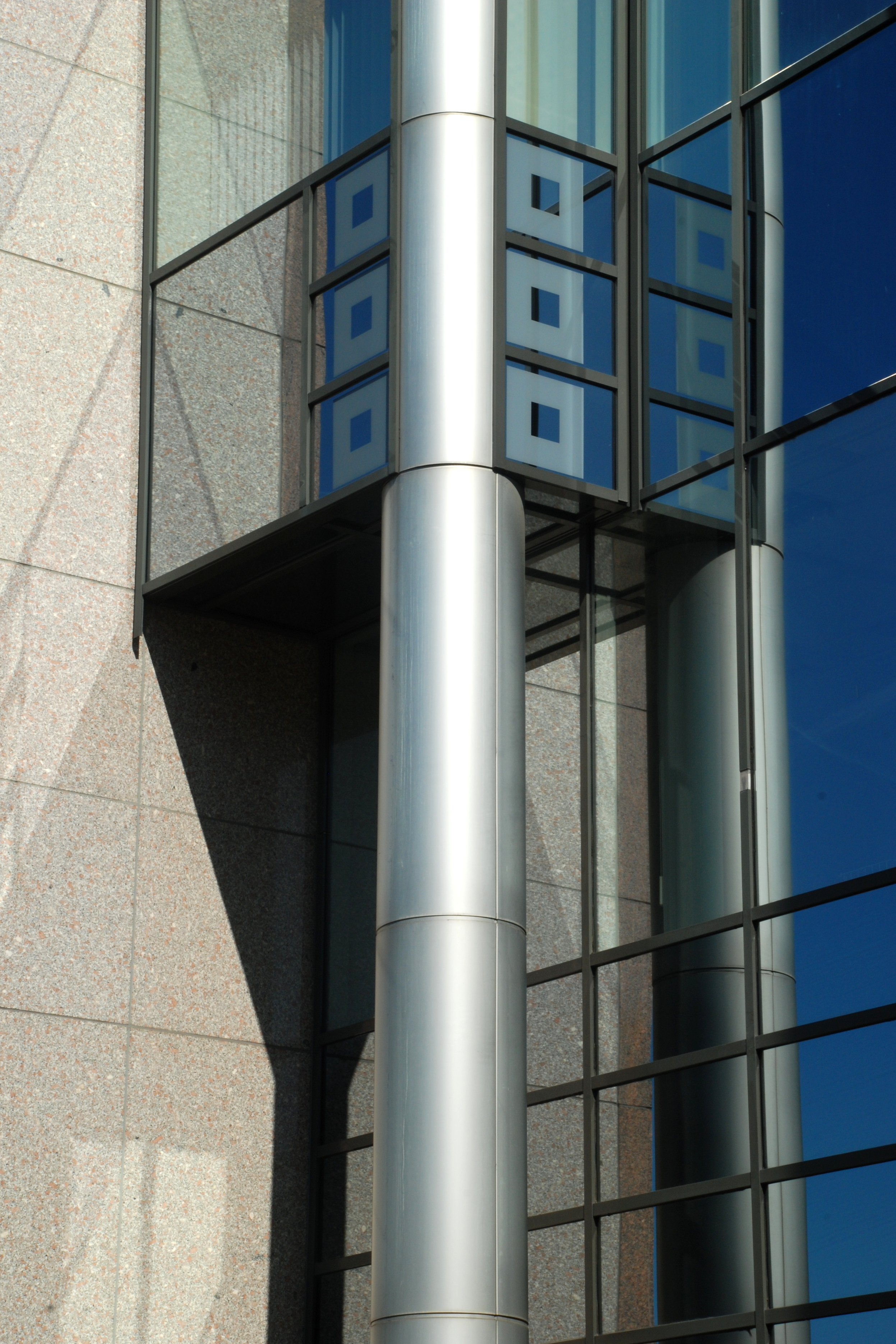
Ornement.